# Tinetto
Tinetto er en italiensk ø i det liguriske hav i den østligste del af Ligurien syd for øen Tino, som den kun er adskilt fra ved et smalt stræde. I 1997 blev øen sammen med Cinque Terre, Portovenere og de to naboøer, Palmaria og Tino optaget på UNESCOs verdensarvsliste. Øen er ubeboet og er ikke meget mere end et klippeskær. Til trods for dette findes der flere rester af bygninger, bl.a. et kloster fra 6. århundrede og en kirke fra 11. århundrede. På øen lever et firben, pordacis muralis tinettoi, der er endemisk for øen.
44°1′24.6324″N 9°51′4.554″Ø / 44.023509000°N 9.85126500°Ø